# Gilera Mercurio 500
Il Gilera Mercurio fu una motocarro prodotto dalla Gilera di Arcore dal 1940 al 1963.Il successo sul mercato civile, soprattutto nel dopoguerra, è testimoniato dalla produzione lunga 23 anni, che si protrasse fino al 1963. Durante la guerra equipaggiò i reparti del Regio Esercito su tutti i fronti della seconda guerra mondiale.

## Tecnica
Il telaio in tubolari d'acciaio, con freni a tamburo. Il passo è di 2200 mm, la carreggiata 900 mm, la luce da terra 205 mm. Il cassone, da 500 kg di portata, ha dimensioni 1240×900×320. Il motore è monocilindrico verticale a quattro tempi a benzina con carburatore Dell'Orto,  erogante 20 hp. La cilindrata è di 498 cm³, con alesaggio di 84 mm e corsa di 90 mm. Il cambio a quattro velocità si aziona con leva a mano a destra del serbatoio. La trasmissione è ad albero cardanico.